# Leendert de Goeij
Leendert (Leen) de Goeij (Leiden, 29 februari 1952) is een Nederlands voormalig voetballer die doorgaans als middenvelder speelde. 
De Goeij begon zijn carrière bij Telstar, waar hij één seizoen speelde voordat hij in 1976 overstapte naar Sparta Rotterdam. Na drie jaar in Rotterdam werd hij in augustus 1979 voor £125.000 aangetrokken door de Engelse club Sheffield United dat probeerde een team op te bouwen dat promotie uit Division Three kon afdwingen. De Goeij maakte zijn debuut voor United in een League Cup-wedstrijd tegen Doncaster Rovers. Hoewel hij aanvankelijk veelbelovend speelde, verslechterde zijn vorm en die van het team naarmate het seizoen vorderde. Omdat hij overbodig werd geacht, keerde De Goeij in de zomer van 1980 terug naar Nederland. Go Ahead Eagles betaalde een minimale transfersom voor hem en hij speelde daar nog twee seizoenen voordat hij stopte. Hij kwam nog voor UVS uit in het amateurvoetbal en werd golfleraar.